# Carabodes reticulatus
Carabodes reticulatus är en kvalsterart som beskrevs av Berlese 1913. Carabodes reticulatus ingår i släktet Carabodes och familjen Carabodidae. Inga underarter finns listade.